# Happy Valley-Goose Bay
Happy Valley-Goose Bay (literalment, de l'anglès, Vall Feliç-Badia de les Oques) és la vila més poblada de la regió de Labrador, a la província de Terranova i Labrador del Canadà. Malgrat tenir 7.572 habitants el 2006, concentra gairebé el 30% de tota la població d'una regió de més d'un quart de milió de quilòmetres quadrats.
La superfície del municipi és de 306 km2 i és el resultat de la fusió, el 1973, dels antics termes de Happy Valley i Goose Bay. Ocupa una planúria sorrenca al centre de la regió, connectada per ferry amb la costa atlàntica.
La zona té una gran importància estratègica perquè conté les instal·lacions de la CFB Goose Bay, la base més gran de les forces aèrees canadenques, que és utilitzada per l'OTAN.